# بينيت كامبل
بينيت كامبل هو سياسي كندي، ولد في 27 أغسطس 1943 في كندا، وتوفي في 11 سبتمبر 2008 في كندا بسبب سرطان. حزبياً، نشط في الحزب الليبرالي في جزيرة الأمير إدوارد ‏ والحزب الليبرالي الكندي. وقد انتخب عضو مجلس العموم الكندي وانتخب رئيس وزراء جزيرة الأمير إدوارد ‏ (18 سبتمبر 1978 – 3 مايو 1979).